# مصطفی خرم‌دل
مصطفی خرم‌دل (به کردی: موستەفا خوڕڕەمدڵ) (زادهٔ ۱۳۱۵ در روستای دهبکر، مهاباد – درگذشتهٔ ۴ خرداد ۱۳۹۹ در مهاباد)، نویسنده، مترجم، قرآن‌پژوه، اسلام‌شناس و مفسر کرد اهل ایران بود. از آثار برجستهٔ او می‌توان به تفسیر نور و هم‌چنین به ترجمهٔ تفسیر فی ظلال القرآن از سید قطب اشاره کرد که در ۱۵ جلد به چاپ رسیده است. عبدالجبار  کرمی نمایندهٔ حوزهٔ انتخابیهٔ سنندج، کامیاران، دیوان‌دره در دورهٔ هشتم مجلس شورای اسلامی داماد اوست.
[[]]

## کتاب تفسیر نور
تفسیر نور نام تفسیری قرآنی از این نویسنده است که در اولین چاپ خود در سال ۱۳۷۲ توسط انتشارات احسان در تهران در ۷۵۸ صفحه، با خط عثمان طاها به چاپ رسیده است.آن‌طور که در پایان کتاب ذکرشده، ترجمه و تفسیر آن در اول فروردین ۱۳۷۰ به پایان رسیده است. مصطفی خرم‌دل در مورد چگونگی نوشتن و ترجمه تفسیر نور در مقدمهٔ کتاب این‌گونه ذکر کرده است:
چند سال پیش تفسیری را به نام «المنتخب» تألیف «انجمن قرآن و سنت» مصر، خریداری کردم … سخت شیفتهٔ آن گشتم و بر آن شدم این تفسیر گرانقدر را به فارسی برگردانم … متوجّه شدم که بعضی از تفاسیر دیگر در معنی برخی از آیات راهیاب‌تر و به مقصود وافی‌ترند. تصمیم گرفتم از باغ پرگل مجموعهٔ تفاسیری که در دسترس است به گلچین معانی بپردازم و همچون زنبور عسل بر بهترین شکوفه‌ها و خوشبوترین گلها بنشینم … شش سال پرکشیدن بدین گلزار و آن گلزار، و مکیدن شیرهٔ این گل و آن گل، توانستم شهد فائق و معطّر سی جزء قرآن را بر خوان دوستان نهم … این گلچین را «تفسیر نور» نامیده‌ام، چرا که خود فرستندهٔ قرآن پروردگار جهان، کتاب خود را نور نامیده است.— مصطفی خرم‌دل، تفسیر نور، پیشگفتار مؤلف، صفحه چهار، چاپ نهم، ۱۳۹۱.
این کتاب در چاپ خود در ۱۶ اردیبهشت ۱۳۹۳، در چاپ دهم خود در ۱۴۸۰ صفحه و در تیراژ ۱۰ هزار نسخه‌ای توسط انتشارات احسان در تهران به چاپ رسیده است.
دوستان دکتر خرمدل، کمال مولودپوری و سایر دانشجویان مهاباد.png

## آثار

### تألیفات
- صرف دستور زبان کردی سورانی (چاپ اول، سال ۱۳۴۷، نشر موفقی، مهاباد)
- گلبُن دانش (چاپ اول، سال ۱۳۴۷، نشر موفقی، مهاباد)
- گنجینهٔ صرف زبان عربی (چاپ اول، سال ۱۳۶۸ - چاپ دوم، سال ۱۳۷۱، انتشارات دانشگاه آزاد اسلامی، سنندج)
- گنجینهٔ نحو زبان عربی (چاپ اول، سال ۱۳۶۸ - چاپ دوم، سال ۱۳۷۱، انتشارات دانشگاه آزاد اسلامی، سنندج)
- مکالمهٔ روزمرهٔ زبان کردی (چاپ اول، سال ۱۳۴۷، نشر موفقی، مهاباد - چاپ دوم، سال ۱۳۸۲، نشر احسان، تهران)
- نحو زبان فارسی (چاپ اول، سال ۱۳۴۷، نشر موفقی، مهاباد)
- نگاهی گذرا به اعجاز علمی قرآن (چاپ اول، سال ۱۳۷۸، انتشارات رهرو، مهاباد)
- نماز، فرمان خدا (چاپ اول، سال ۱۳۴۷، نشر موفقی، مهاباد - چاپ دوم تا دهم، نشر احسان، تهران)
- تفسیر نور (فارسی) (چاپ اول، سال ۱۳۷۱ – چاپ دوم، سال ۱۳۷۵ - چاپ سوم، سال ۱۳۸۰ – چاپ چهارم، سال ۱۳۸۴، نشر احسان، تهران)
- تفسیر المقتطف (عربی) (چاپ اول، سال ۱۳۷۶، نشر احسان، تهران)
- تفسیر شنهٔ ره‌حمه‌ت (کردی) (چاپ اول، سال ۱۳۹۲، نشر احسان‏‫، تهران)[۳]

### ترجمه‌ها
- الله جل‌ّ جلاله از سعید حوی (چاپ اول، سال ۱۳۷۶، نشر احسان، تهران)
- ع‍ن‍ای‍ت ی‍زدان؟، ی‍ا، غ‍ری‍زه ح‍ی‍وان؟! از شوقی ابوخلیل (چاپ اول، سال ۱۳۸۱، نشر احسان، تهران)
- فی ظلال القرآن (۱۵ جلد) از سید قطب (مجلدات ۱۳ تا ۱ این ترجمه: چاپ اول، سال ۱۳۷۶، نشر احسان، تهران)

### نرم‌افزارها
- نرم‌افزار کامپیوتری تفسیر نور (نسخه ۱ و ۲)، نشر مؤسسه خیریه دارالاحسان سنندج، برنامه‌نویس جلال سجادی. [نیازمند منبع]
- اپلیکیشن اندرویدی تفسیر نور (چند نسخهٔ مختلف)، برنامه‌نویسان: نوری شهابی بیسارانی، علی فطرتی و فریده سعیدی. [نیازمند منبع]

### دربارهٔ او
شعر بهاالدین خرمشاهی در وصف دکتر مصطفی خرمدل
| مصطفی خرم‌دل از قرآن‌شناسان به‌نام       |  | مایهٔ فخر جهان علم با مهر و مرام      |
| اهل فقه و اهل قرآن و سپس علم کلام     |  | از دل دانا برآرد شرح بر “ام‌الامام”   |
| خواب دیدم دوش حافظ را که خرم داشت دل  |  | گفت از ما عرضه دار از بهر خرم‌دل سلام |
| وصف این مجلس بگویم خوش به رؤیا دیده‌ام |  | مجلس انس و حریف همدم و شرب مدام      |
| من رساندم بهر این مجلس کلام حافظی     |  | خواند بهر دوستداران عارف حافظ کلام   |